# (3025) Higson
(3025) Higson (1982 QR) – planetoida z pasa głównego asteroid okrążająca Słońce w ciągu 5,73 lat w średniej odległości 3,2 j.a. Odkryta 20 sierpnia 1982 roku.